# Sebastira
Sebastira es un género de arañas araneomorfas de la familia Salticidae. Se encuentra en Venezuela y Panamá.   

## Especies
Según The World Spider Catalog 12.5::
- Sebastira instrata Simon, 1901
- Sebastira plana Chickering, 1946